# Vladislav Larine
Vladislav Vladimirovitch Larine (en russe : Владислав Владимирович Ларин) est un taekwondoïste russe né le 7 octobre 1995.

## Palmarès

### Jeux olympiques
- Médaille d'or dans la catégorie des plus de 80 kg aux Jeux olympiques d'été de 2020 à Tokyo

### Championnats du monde
- Médaille d'or dans la catégorie des moins de 87 kg aux Championnats du monde de taekwondo 2019 à Manchester
- Médaille d'argent dans la catégorie des moins de 87 kg aux Championnats du monde de taekwondo 2017 à Muju
- Médaille de bronze dans la catégorie des moins de 87 kg aux Championnats du monde de taekwondo 2015 à Tcheliabinsk

### Championnats d'Europe
- Médaille d'argent dans la catégorie des plus de 87 kg aux Championnats d'Europe de taekwondo 2021
- Médaille d'or dans la catégorie des moins de 87 kg aux Championnats d'Europe de taekwondo 2018
- Médaille d'or dans la catégorie des moins de 87 kg aux Championnats d'Europe de taekwondo 2016

### Jeux européens
- Médaille d'argent en 2015 à Bakou (Azerbaïdjan), en plus de 80 kg.